# Nina
Nina ist ein weiblicher Vorname.

## Herkunft
Der Name geht auf die Erleuchterin Georgiens, die heilige Nino, zurück, die in vielen, vor allem slawischen Sprachen mit a am Ende geschrieben wird, ist im slawischen Raum recht verbreitet und hat sich so auch im Rest Europas verbreitet.
In den meisten Sprachen Europas hat sich der Name Nina aus der Kurzform von Namen, die mit der Silbe „-ina“ enden, entwickelt (z. B. Irina, Katharina, Alina, Antonina). Andere Formen sind Ninette und Ninon. Namenstage sind der 14. Januar, 24. Februar, der 29. April, der 14. Mai, der 2. Juni und 15. Dezember.
Auf Quechua bedeutet Nina so viel wie „Feuer“ oder „Glut“. Er wird bei den indigenen Völkern der Anden ebenso als Frauenname verwendet.

## Verbreitung
In der ersten Hälfte des 20. Jahrhunderts war der Name Nina eher ungebräuchlich in Deutschland. Ende der Sechziger stieg seine Popularität dann stark an. Im Jahr 1983 gehörte er zu den zehn meistvergebenen weiblichen Vornamen. Seitdem hat seine Popularität etwas nachgelassen.

## Namensträgerinnen
- Nina Aigner (* 1980), österreichische Fußballspielerin
- Nino Ananiaschwili (* 1963), georgische Primaballerina
- Nina Andrycz (1912–2014), polnische Schauspielerin und Schriftstellerin
- Nina Ansari (* 1981), deutsch-iranische Künstlerin
- Nina Arefjewa (* 1941), sowjetisch-russische Hals-Nasen-Ohren-Ärztin und Hochschullehrerin
- Nina von Arx (* 1969), deutsche Schauspielerin
- Nina Beeh (* 1982), deutsche Moderatorin und Fitness-Bloggerin
- Nina Beilina (1937–2018), russische Geigerin
- Nina Berberowa (1901–1993), russische Schriftstellerin
- Nina Bott (* 1978), deutsche Schauspielerin
- Nina Burger (* 1987), österreichische Fußballspielerin
- Nina Dobrev (* 1989), bulgarisch-kanadische Schauspielerin
- Nina Dumbadse (1919–1983), sowjetische Leichtathletin
- Nina Eichinger (* 1981), deutsche Moderatorin
- Nina Fedoroff (* 1942), US-amerikanische Molekularbiologin
- Nina Foch (1924–2008), niederländisch-US-amerikanische Schauspielerin
- Nina Gerhard (* 1974), deutsche Sängerin, Texterin, Komponistin und Sprecherin
- Nina Gnädig (* 1977), deutsche Schauspielerin
- Nina Grunenberg (1936–2017), deutsche Journalistin und Buchautorin
- Nina Gummich (* 1991), deutsche Schauspielerin
- Nina Hagen (* 1955), deutsche Sängerin
- Nina Hartley (* 1959), US-amerikanische Pornodarstellerin
- Nina Hauer (* 1968), deutsche Politikerin
- Nina Havel (* 1980), Schweizer Moderatorin und Schauspielerin
- Nina Kaiser (* 1998), Schauspielerin, Sängerin und Rapperin
- Nina Kiriki Hoffman (* 1955), US-amerikanische Autorin
- Nina Hoger (* 1961), deutsche Schauspielerin
- Nina Hoss (* 1975), deutsche Schauspielerin
- Nina Juraga (* 1975), deutsche Schauspielerin
- Nina Kraft (1968–2020), deutsche Triathletin
- Nina Kronjäger (* 1967), deutsche Schauspielerin
- Nina Kunzendorf (* 1971), deutsche Schauspielerin
- Nina Kupczyk (* 1979), deutsche Regisseurin, Autorin und Psychologin
- Nina Li (* 1983), chinesische Freestyle-Skierin
- Nina Løseth (* 1989), norwegische Skirennläuferin
- Nina Makarowa (1908–1976), russische Komponistin
- Nina Mercedez (* 1979), US-amerikanische Pornodarstellerin, Regisseurin und Fotomodel
- Nina Moghaddam (* 1980), deutsche Fernsehmoderatorin
- Nina O’Brien (* 1997), US-amerikanische Skirennläuferin
- Nina Owing (* 1958), norwegische Journalistin und Nachrichtensprecherin
- Nina Pacari (* 1961), ecuadorianische Politikerin
- Nina van Pallandt (* 1932), dänische Sängerin und Schauspielerin
- Nina Persson (* 1974), Sängerin der schwedischen Popband The Cardigans
- Nina Petri (* 1963), deutsche Schauspielerin
- Nina Ponomarjowa (1929–2016), sowjetische Diskuswerferin und Olympiasiegerin
- Nina Proll (* 1974), österreichische Schauspielerin
- Nina Raven-Kindler (1911–1996), deutsche Schauspielerin und Verlegerin
- Nina Reichenbach (* 1999), deutsche Radsportlerin, Weltmeisterin
- Nina Ritter (* 1981), deutsche Eishockeyspielerin
- Nina Romanowa (1901–1974), russische Prinzessin
- Nina Ruge (* 1956), deutsche Journalistin
- Nina Ruzicka (* 1972), österreichische Cartoonistin
- Nina Sandberg (* 1967), norwegische Politikerin
- Nina Scheer (* 1971), deutsche Umwelt- und Energiepolitikerin
- Nina Schiffer (* 1991), deutsche Schwimmerin
- Nina Schuk (* 1934), ehemalige russische Eiskunstläuferin
- Nina Siemaszko (* 1970), US-amerikanische Schauspielerin
- Nina Simone (1933–2003), US-amerikanische Sängerin
- Nina Sontag (1811–1879), deutsche Schauspielerin und Nonne
- Nina Schenk Gräfin von Stauffenberg (1913–2006), Frau des Hitler-Attentäters Claus Schenk Graf von Stauffenberg
- Nina Tornberg, schwedische Diplomatin
- Nina Waidacher (* 1992), Schweizer Eishockeyspielerin

Künstlername:
- Nina (1945–2005), eigentlich Michaela Schähfer, Sängerin  (Teil des Schlagerduos Nina & Mike)
- Nina (* 1966), eigentlich Anna Maria Agustí Flores, spanische Sängerin und Teilnehmerin am Eurovision Song Contest 1989
- Nina und Nina MC (* 1974), deutsche Rap-Künstlerin und Schauspielerin, siehe Nina Tenge
- Nina (Нина) bzw. N.I.N.A, Künstlername von Danica Radojčić (* 1989), serbische Sängerin
- Nina, Künstlername der brasilianischen Streetart-Künstlerin und Malerin Nina Pandolfo
- Nina Zilli, eigentlich Maria Chiara Fraschetta (* 1980), italienische Sängerin

Kunstfiguren:
- Tre giorni son che Nina, eine Opernarie